# Ямурлукът
Ямурлукът е българска телевизионна новела от 1969 година по едноименния разказ на Йордан Радичков. Режисьор е Димитър Пунев, а оператор Константин Черкозов .

## Актьорски състав
| В главните роли | Изпълнител       |
| --------------- | ---------------- |
|                 | Григор Вачков    |
|                 | Константин Коцев |
|                 | Веселин Савов    |
|                 | Иван Хаджирачев  |
|                 | Георги Ставрев   |
|                 | Цветана Енева    |
|                 | Вълчо Камарашев  |